# El noi de la mare
| "El Noi de la Mare"                                 |
|                                                     |
| (Cançó popular catalana de Nadal, cançó de bressol) |
|                                                     |

El noi de la mare és una nadala o cançó tradicional catalana de Nadal i també una cançó de bressol. D'autor anònim i origen incert, de la qual s'han fet i es conserven diverses versions. Així, es conserva una versió de 1866 recollida per Francesc Pelagi Briz i Càndid Candi i Casanovas a Cançons de la terra (1866-1884), una inclosa a Chantics de Jacint Verdaguer, i una altra de publicada per la Biblioteca Popular de L'Avenç de 1909.
Segons Josep Romeu i Figueras existeixen dues versions, una de més breu i una altra de més llarga i banalitzada.
La cançó és redactada en decasíl·labs anapèstics ben marcats a la primera, la quarta, la setena i la desena síl·laba, remarcant el ritme amb intensitat, i els versos són de caràcter paral·lelístic cada dos versos.
Es desconeix amb exactitud la data de creació de la cançó. No hi ha suficients referències. Però és probable que tingui el seu origen al segle xviii o XIX. Es creu que aquesta cançó originalment era una cançó de bressol o infantil i, sense ser nadalenca ni religiosa, ha esdevingut nadala en acabar formant part del repertori de Nadal. Alguns autors han trobat punts de contacte entre aquesta cançó catalana i alguna muiñeira gallega. Fins i tot hi ha qui pensa que es tracta de la mateixa cançó. D'altres pensen que es tracta de la mateixa melodia, amb lletres molt semblants, encara que amb diferents idiomes i que es canta no solament a Galícia, sinó també a altres regions d'Espanya.
Durant la història recent s'han fet moltes adaptacions i arranjaments de la popular cançó. Raquel Meller, per exemple, havent viscut bona part de la seva vida a Barcelona, va gravar diverses cançons en català entre les quals la més emotiva és l'adaptació de la cançó popular El noi de la mare que van escriure Càndida Pérez i Martínez i Sants Albiesa, i Raquel va gravar a París el 1926. Famosos són els arranjaments d'aquesta cançó per a guitarra de Miquel Llobet. Aquest, a banda d'influir en artistes de casa nostra com Emili Pujol, va traslladar a Europa i els Estats Units el coneixement de la cançó popular catalana. A l'Argentina tot i no ser costum cantar cançons de Nadal, aquesta cançó de bressol i de Nadal és una cançó de bressol molt popular, traducció de l'original català amb lletra castellana.